# Angola on the Lake
Angola on the Lake és una concentració de població designada pel cens dels Estats Units a l'estat de Nova York. Segons el cens del 2000 tenia 1.771 habitants.

## Demografia
Segons el cens del 2000, Angola on the Lake tenia 1.771 habitants, 757 habitatges, i 480 famílies. La densitat de població era de 271,3 habitants per km².
Dels 757 habitatges en un 23,9% hi vivien nens de menys de 18 anys, en un 49,7% hi vivien parelles casades, en un 10% dones solteres, i en un 36,5% no eren unitats familiars. En el 32,2% dels habitatges hi vivien persones soles el 12,7% de les quals corresponia a persones de 65 anys o més que vivien soles. El nombre mitjà de persones vivint en cada habitatge era de 2,34 i el nombre mitjà de persones que vivien en cada família era de 2,95.
Per edats la població es repartia de la següent manera: un 20,9% tenia menys de 18 anys, un 6,6% entre 18 i 24, un 28,9% entre 25 i 44, un 27,4% de 45 a 60 i un 16,2% 65 anys o més.
L'edat mediana era de 41 anys. Per cada 100 dones de 18 o més anys hi havia 89,6 homes.
La renda mediana per habitatge era de 28.641 $ i la renda mediana per família de 38.167 $. Els homes tenien una renda mediana de 29.167 $ mentre que les dones 22.750 $. La renda per capita de la població era de 19.319 $. Entorn del 12,4% de les famílies i el 13% de la població estaven per davall del llindar de pobresa.

## Poblacions més properes
El següent diagrama mostra les poblacions més properes.